# Romano (obispo de Rochester)
Romano (muerto antes del 627) fue el segundo obispo de Rochester y fue un miembro de la misión gregoriana enviada a Kent para convertir a los anglosajones al cristianismo. Fue consagrado como obispo alrededor del 624 y murió ahogado antes del 627. Poco se sabe de su vida más allá de estos hechos.

## Carrera
Romano llegó a Gran Bretaña con Agustín de Canterbury en la misión a Kent. Habría llegado o bien en el año 597 con el primer grupo de misioneros, o bien con el segundo grupo en el 601. Fue consagrado obispo por su predecesor Justo en el 624, después de que Justo se convirtiese en arzobispo de Canterbury. Fue el segundo obispo de Rochester.
Romano murió antes del 627, probablemente en el 625. Murió ahogado en el mar Mediterráneo cuando se dirigía a una misión a Roma encomendada por Justo. Se supone que esto ocurrió antes de la muerte de Justo en el 627. Sin duda estaba muerto en el 633, cuando Paulino de York se convirtió en Obispo de Rochester tras huir de Northumbria.
No se sabe nada más de la vida de Romano más allá de estos hechos. El escritor medieval Beda es la principal fuente de información, ya que Romano es mencionado dos veces en la Historia ecclesiastica gentis Anglorum; la primera vez en conexión con su consagración, donde Beda menciona que Justo de Canterbury «consagró a Romano como Obispo de Rochester en su lugar». La segunda mención se refiere a la muerte de Romano después de que Paulino de York dejó Northumbria. Beda dice que «en ese tiempo, la iglesia de Rochester estaba en gran necesidad de un pastor, ya que el obispo Romano, que fue enviado por el arzobispo Justo frente al Papa Honorio I como su representante, se había ahogado en el mar Mediterráneo». Romano es mencionado además en el Manuscrito Winchester (versión A) y en el Manuscrito Peterborough (versión E) de la Crónica anglosajona. Pero es probable que la referencia sea contemporánea y que se haya sido inspirado en el texto de Beda para la información.